# Žlázokřídlecovití
Žlázokřídlecovití (Cistugidae) představují malou čeleď netopýrů.

## Systematika
Současný systém letounů považuje čeleď žlázokřídlecovitých za součást podřádu netopýrotvaří (Yangochiroptera) a nadčeledi netopýrovci (Vespertilionoidea). Jsou známy pouze dva žijící druhy, utvářející monotypický rod Cistugo:
- Cistugo lesueuri Roberts, 1919
- Cistugo seabrae Thomas, 1912 – netopýr angolský

Podle některých názorů je C. lesueri považován za pouhý poddruh či populaci C. seabrae.
Podobně jako létavcovití (Miniopteridae) byli žlázokřídlecovití dlouhodobě vedeni coby součást čeledi netopýrovití (Vespertilionidae), konkrétně jako příslušníci početného rodu Myotis. Molekulárně-fylogenetická studie z roku 2010 nicméně silně podpořila jejich osamostatnění v rámci samostatné čeledi. Patrně jde o vývojově starou linii, jejíž doba divergence byla odhadnuta na asi 43 milionů let, tedy do středního eocénu.
Cytogeneticky se žlázokřídlecovití od netopýrů rodu Myotis odlišují mj. jedinečným karyotypem, jenž činí 2n = 50 chromozomů.

## Popis
Žlázokřídlecovití jsou malí netopýři, kteří dosahují velikosti 32 až 36 mm a hmotnosti přibližně 4 g. Jejich zvláštním znakem jsou pupínkovité žlázy, jež vyrůstají na křídlech, ale které mizí u muzejních vzorků. Lebka je ve srovnání s netopýry rodu Myotis méně klenutá, tragus je dlouhý a úzký, ale nikoli ostře zašpičatělý. Čenich je protáhlý, oči nevýrazné. Celkový zubní vzorec činí 2.1.3.33.1.3.3 = 38 zubů, tedy podobně jako v případě rodu Myotis. Zuby kombinují znaky pozorované u různých dalších skupin netopýrů. První dva premoláry v horní čelisti jsou znatelně zmenšené.
V současnosti je výskyt žlázokřídlecovitých omezen na region jižní Afriky, jižně od 15° jižní šířky. Žijí v suchých savanových a polopouštních oblastech, typicky však v blízkosti vodního zdroje. Živí se hmyzem, který sbírají ve vzduchu i z listí.